# José Emilio Pacheco
Pour les articles homonymes, voir Pacheco.
José Emilio Pacheco (30 juin 1939 à Mexico - 26 janvier 2014 à Mexico) est un écrivain, poète, essayiste et traducteur mexicain ainsi qu'un scénariste de cinéma. Spécialiste de la littérature mexicaine du XIXe siècle et de Jorge Luis Borges, il a enseigné dans de nombreuses universités (l'Université nationale autonome du Mexique, l'Université du Maryland, l'Université d'Essex, et quelques autres aux États-Unis, au Canada ou au Royaume-Uni) et a dirigé la Bibliothèque Universitaire de l'UNAM.
Il a reçu le prix Cervantes en 2009.

## Biographie
José Emilio Pacheco étudie le droit et la littérature à l'université nationale autonome du Mexique, mais en sort sans avoir obtenu de diplôme. Il travaille dans des revues littéraires. Il écrit des nouvelles, rassemblées en 1959 dans le recueil La sangre de Medusa y otros cuentos marginales. Au cours des années 1960, il publie le recueil de poèmes Los elementos de la noche, ainsi que des romans. Ses ouvrages ont été traduits en plusieurs langues et Pacheco a lui-même traduit en espagnol les œuvres d'auteurs comme Samuel Beckett et Tennessee Williams.
Il enseigne la littérature dans différentes universités, notamment l'université du Maryland,.
Le prix Cervantes, prix littéraire le plus prestigieux du monde hispanophone, lui est attribué en 2009,.

### Œuvre poétique
- 1963 : Los elementos de la noche
- 1966 : El reposo del fuego
- La arena errante
- Siglo pasado
- 1970 : No me preguntes cómo pasa el tiempo
- El silencio de la luna
- 1976 : Islas a la deriva

### Œuvre narrative
- 1959 : La sangre de Medusa y otros cuentos marginales
- 1963 - 1969 : El viento distante
- 1967 : Morirás lejos
- 1972 : El principio del placer
- 1981 : Las batallas en el desierto
- 1992 : Tarde de agosto

## Récompenses littéraires
José Emilio Pacheco a obtenu les récompenses suivantes au cours de sa carrière. 
- Prix Magda-Donato.
- Nacional de Poesía.
- Nacional de Periodismo Literario.
- Prix Malcolm-Lowry d'essai littéraire.
- Nacional de Lingüística y Literatura.
- 1973 : prix Xavier-Villaurrutia.
- 1996 : prix José-Asunción-Silva de poésie.
- 2001 : prix José-Donoso.
- 2003 : prix Octavio-Paz et prix Ramón-López-Velarde.
- 2004 : prix Pablo-Neruda et prix international Alfonso-Reyes.
- 2005 : prix García-Lorca.
- 2009 : prix Reine-Sophie.
- 2009 : prix Cervantes.

## Filmographie (scénariste et dialoguiste)
- 1972 : La otra mujer de Julián Soler
- 1973 : Le Château de la pureté d'Arturo Ripstein
- 1973 : Los cachorros de Jorge Fons
- 1974 : El santo oficio d'Arturo Ripstein
- 1976 : Foxtrot d'Arturo Ripstein
- 1976 : La pasión según Berenice de Jaime Humberto Hermosillo
- 1977 : Lecumberri d'Arturo Ripstein
- 1978 : El lugar sin límites d'Arturo Ripstein
- 1981 : El principio del placer de Hilda Soriano
- 1987 : Mariana, Mariana d'Alberto Isaac (d'après son roman Las batallas en el desierto)